# 春風亭菊枝
春風亭 菊枝（しゅんぷうてい きくし）は、落語家の名。過去には亭号違いなどで3人確認されている。
- 春風亭菊枝 - 嘉永年間の番付に見える。初代春風亭柳枝の門人。
- 春風亭菊枝 - 本項にて詳細。
- 古今亭菊枝 - 現∶古今亭菊寿

春風亭 菊枝（しゅんぷうてい きくし、1837年11月28日 - 1901年8月21日）は、落語家。本名∶松浦 久次郎。

## 経歴
- 四谷大番町の八百屋の倅、最初は山の手まわりの写し絵師で都九壽（亭号不明）という。
- 1856年、初代春風亭柳枝の門下になり春風亭菊枝となる。
- 明治に入り柳枝の没後3代目麗々亭柳橋（のちの初代春錦亭柳桜）の門下で玉屋柳勢と改名。
- 1879年に落㟴していたのを初代談洲楼燕枝が一門に加えで菊枝に復名させた。
- 燕枝の門下になってからは戻り前座のような状態だったという。
- 最後は自宅で縊死した。生家から俗に『大番町の菊枝』と言う。